# 第9號交響曲 (蕭士塔高維奇)
降E大调第9號交响曲，作品70，是俄國作曲家蕭士達高維契的音樂作品。创作于1945年，同年11月3日在列宁格勒首演，由列宁格勒爱乐乐团演奏，穆拉文斯基指挥。
该作品原目的是庆祝苏联在二战时期战胜纳粹德国（见苏德战争），但实际结果却与最初目的大相径庭。蕭士達高維契最初本來構思以一首使用大規模樂隊並加入獨唱和合唱的作品作為《戰爭三部曲》（即第7、8、9 號交響曲）的終結，當初斯大林亦期望蕭士達高維契的第9號交響曲能和貝多芬、馬勒、舒伯特的第9交響曲一樣具規模；另一方面，蕭士達高維契很早以前亦曾提及過想撰寫一首有合唱成份的交響曲來獻給列寧（他的第六交響曲一度盛傳就是「列寧交響曲」，但最終沒有實現），所以斯大林有這樣的期望自然是非常合理。但最後的產物卻是短小、輕快而精焊的作品，与之前宏大的、史诗般的、有着悲剧英雄气息的第七与第八交響曲大不一样，結果這個被視為「開玩笑」的作品再次觸怒了斯大林。此曲曾於1946年角逐斯大林獎，不但落選，同時亦令斯大林藉一套帶諷刺性的劇作，找來日丹諾夫進行文化界整頓，更於1948年對蕭士達高維契等作曲家進行另一次的譴責。他的第九連同第六、第八號交響曲同被禁止演出。直至1955年才解禁。

## 背景
蕭士達高維契早於1944年便動筆寫《第9號交響曲》，1945年1月16日，他在莫斯科音樂學院和學生會面時，談及他正在動筆撰寫新的交響曲。另外，好友吉利科曼（Isaak Glikman）亦曾經聽過他用鋼琴彈奏了第1樂章中的大約10分鐘（這段音樂沒有採用在《第9號交響曲》的最終版本內，不過這未完成而遭棄用的樂章卻於2003年在莫斯科的蕭士達高維契資料館內尋獲，後來經鑑定及訂正後，2009年由NAXOS發行，而樂譜亦將由 DSCH Society 在新一輯的蕭士達高維契全集中出版。）。吉利科曼這樣形容該段音樂：「充滿力量、宏大而具規模、充滿勝利的色彩」。
但後來蕭士達高維契將它擱置在一旁，到1945年7月26日才重新恢復創作，最後於8月30日完成。完成的版本和他原先所想的已是相距甚遠，而原來吉利科曼所聽到的版本，亦極可能於重新執筆時被棄用。

## 結構
《第9號交響曲》是蕭士達高維契十五首交響曲中第二短的一首（最短的是《第2號交響曲》）。首版樂譜上標示全曲演奏時間只須25分鐘，錄音版本則介於25-30分鐘之間，略比另一首單樂章的《第3號交響曲》短，但此曲卻包含五個樂章，因此每個樂章相對亦較為短小。曲中處處流露古典時期海頓式的風格，令人有活潑、愉快的感覺。蕭士達高維契把這曲評論為一首「愉快的小品」。
最後三個樂章為不間斷演奏。
- 第1樂章：快板，2/2（中途亦有3/2，3/4等拍子變化），約6分鐘

小提琴一開始奏出輕快的第一主題，經過長笛、雙簧管和絃樂互相對答後，由銅管樂器及敲擊樂的軍隊節奏引出短笛的第二主題，後來小號重覆吹奏後全樂隊重新彈奏呈示部一次。發展部是由絃樂和銅管的四分音伴奏所帶出，大提琴後奏出新的副題後，樂曲進入不穩定的音調，小號以小調奏出呈示部的第二主題，加上步操般的小鼓節奏型製造出一份不的情緒。低音聲部的小調呈示部第二主題和第二副題互相交配，絃樂及小鼓的軍隊步操節奏越來越強烈，不安而短暫的過場將樂隊再次帶回再現部，第一主題以全體樂隊奏出，很快便轉入以大調形式出現的第二副題，再直接進入第二主題，由小提琴獨奏負責旋律，低音銅管作伴奏。尾段先後由單簧管重現第一主題，及後短笛加以變化，在小提琴帶回第二主題片段（這次以減和絃演奏）及小鼓的步操聲下，最後樂隊卻又返回以完全終結式（perfect cadenze）結束。
- 第2樂章：中板，3/4，約7-8分鐘

單簧管在大提琴及低音大提琴的撥奏下，吹出寧靜而甜美的第一主題，長笛、巴松管及後互相對應，其他木管亦相繼加入，從長笛的獨奏轉入帶不安的絃樂中段，木管高音區奏出另一個尖銳的副題，兩個旋律彼此互相制衡著。一段短暫的小提琴十六分音符節奏過場，長笛重新返回第一主題，及後在圓號的帶領中，絃樂以高八度的重提中段的旋律，結尾部份由不同的絃樂器拉出十六分旋律，引領長笛把第一主題的片段一個又一個的彌留不散的重現，然後由短笛帶出最後的一個動機後，以絃樂撥絃結束。本樂章一直都保持寧靜的氣氛。沒有激烈的情緒爆發出來。
本樂章只使用木管樂器、四支圓號及絃樂器，其中第2長笛及短笛只負責極少部份。
- 第3樂章：極快板，6/8，約3分鐘

單簧管先奏出第一主題，連同短笛及長笛重覆演奏，絃樂短小的第二主題由單簧管接力演奏，經過銅管樂的過場後樂隊返回第一主題。然後銅管另一個互相對應使樂曲帶入中段－是第1小號的獨奏，再配以絃樂的(ti-tiri-tiri)節奏；然後圓號、巴松管及大提琴在小鼓及絃樂的伴奏中帶出另一個旋律，接著是夾雜第一和第二主題片段的不穩定過場，以及由圓號、單簧管和絃樂的過場段落後，第一小提琴和大提琴的齊奏將速度漸漸減慢，並轉弱直達至下一個樂章。
- 第4樂章：緩板，2/4，約4分鐘

本樂章視為一個間奏部份，全樂章只得34小節，只佔兩頁總譜。長號及大號吹出沉重的A音減三和弦分解，響起吊鈸後，第1巴松管在中提琴及低音提琴的長音中，在高音區吹奏著憂傷的華彩樂段。長號及大號再次響起，第二次則以A音減七和弦出現，及後第1巴松管吹出另一個華彩樂段，伸延部份由絃樂長音襯托下直接進入下一樂章。
- 第5樂章：稍快板－快板，2/4，約6-7分鐘

承接上一樂章的C♭長音，巴松管立即吹出第一主題，並由第一小提琴以八度重覆演奏。緊接是雙簧管、長笛及短笛接力奏出第二主題，很快木管樂便帶回第一主題。在雙簧管及巴松管一個模仿第一主題的過場後，絃樂帶入由符點及十六分音符串的副題旋律。過場後，大提琴的不協調化主題和木管的副題互相交纏在一起，並且進入較長的減和絃過場部份，在小號的引領中，全體樂隊以威武的姿態，由小號、長號及大號奏出第一主題，接著小鼓的步操軍樂引領高音木管和第一小提琴奏出中段副題旋律，小號則同時吹奏富節奏性及獨奏性強的新旋律。突然間整個樂隊都停住，原來是要進入加快了節奏的結尾部份,是以第一主題和中段過場的片段所組合而成，絃樂和木管樂的互相對答，最後引領全體返回E♭大調終止式結束。

## 配器
《第9號交響曲》的編制比先前交響曲的規模都為小，有如貝多芬、舒伯特的中後期交響曲的編制。木管樂器中的變種樂器只保留短笛，亦沒有加入任何鍵盤樂器和豎琴。但仍保留敲擊樂器。這樣的配搭，使人容易將此和浦羅哥菲夫的《古典交響曲》相提並論。
- 木管樂器：短笛、2長笛、2雙簧管、2單簧管、2巴松管
- 銅管樂器：4圓號、2小號、3長號、大號
- 敲擊樂器（共3名樂手）：定音鼓、大鼓、小鼓、鈸、三角鐵、鈴鼓
- 絃樂器：第1小提琴、第2小提琴、中提琴、大提琴、低音提琴

## 外部連結
- 香港已故音樂評論家陳浩才先生談蕭士塔高維奇《第9號交響曲》 （页面存档备份，存于）